# 마나이타촌 (이바라키현)
마나이타촌(生板村)은 이바라키현 가와치군·이나시키군에 일찍이 존재했던 촌이다.

## 지리
- 현재의 이바라키현 이나시키군 가와치정, 지바현 인바군 사카에정에 해당한다.
- 촌 북쪽에는 신토네강, 남쪽에는 토네강이 흐르고 있다.
- 촌의 대부분은 평지이다.
- 촌 지역 중 토네강 남쪽 강변 부분은 합병 후 건너편에 있는 지바현 인바군 사카에정에 편입되었다.

## 역사
- 1889년 4월 1일 - 정촌제 시행으로 가와치군 마나이타촌(生板村)이 성립하였다.
- 1896년 4월 1일 - 가와치군이 시다군과 합병하여 이나시키군이 발족. 이나시키군 마나이타촌이 되었다.
- 1955년 5월 3일 - 나가사오촌·겐세이다촌과 합병해 가와치촌이 되어 마나이타촌이 소멸하였다.
- 1956年(昭和31年)1월 1일 - 가와치촌의 일부 지역이 지바현 인바군 사카에정에 편입되었다.

## 인구
| 1891년 | 2,865 |
| 1920년 | 3,103 |
| 1935년 | 3,172 |
| 1950년 | 4,170 |

## 참고문헌
- 角川日本地名大辞典編纂委員会『角川日本地名大辞典 8 茨城県』、角川書店、1983年 ISBN 4-04-001080-9